# Операция «Подкоп»
Операция «Подкоп» — спецоперация 42-й армии зимой 1942—1943 года, эпизод битвы за Ленинград.

## Описание
Здание школы г. Урицка стало мощным укреплением гитлеровцев, препятствующим развитию боевых действий наших войск.
(сейчас по этому адресу — Авангардная ул., д. 35; находится двухэтажное здание, в котором располагаются службы РУВД Красносельского района).
В подвале школы и на первом этаже оборудовали четыре бетонных артиллерийско-пулемётных ДОТа. Разрушить укрепления с помощью артиллерии не удавалось, решили школу взорвать.
От берега реки Дудергофки прорыли туннель примерно 220 м. Сделали два «уса» 8 и 12 м. Заложили более трёх тонн взрывчатки.
Штольню укрепили брёвнами.
Вход не сохранился. По адресу Авангардная ул., д. 35 установлен памятный знак.
Взрыв совпал с разведывательной операцией и был заснят операторами Ленфильма.
Схема подкопа на сайте «История Красносельского района» Архивная копия от 4 марта 2016 на Wayback Machine

### Участники операции
- Блинов Олег Семёнович, 1914 г.р., Капитан, помощник начальника штаба Инженерных войск 42 Армии, награждён ОКЗв (Орден Красной Звезды)
- Пащак Николай Михайлович, 1923 г.р., Лейтенант, командир взвода, награждён ОКЗн (Орден Красного знамени)
- Яроцкий Иван Яковлевич, 1920 г.р., Старший сержант, командир отделения, награждён ОКЗв (Орден Красной Звезды)
- Чувакин Иван Сергеевич, Старший сержант, командир отделения.
- Гуляев Александр Кузьмич, 1918 г.р., Мл. сержант, командир отделения, награждён ОКЗв (Орден Красной Звезды)
- Анищенко Борис Иванович, 1916 г.р., Сержант, командир отделения, награждён МЗО (Медаль «За отвагу»)
- Хабибуллин Файзулла, 1896 г.р., Ефрейтор, командир отделения, награждён МЗО (Медаль «За отвагу»)

Красноармейцы:
- Арасланов М. З., 1911 г.р., сапёр, награждён МЗБЗ (Медаль «За боевые заслуги»)
- Зартдынов Шигаб Салахович, 1911 г.р., сапёр, награждён ОКЗв (Орден Красной Звезды)
- Ижболдин, сапер,
- Киселев Н. Г., 1917 г.р., сапёр, награждён МЗБЗ (Медаль «За боевые заслуги»)
- Коновалов Г. Д., 1907 г.р., сапёр, награждён МЗБЗ (Медаль «За боевые заслуги»)
- Кузнецов М. П., 1919 г.р., сапёр, награждён МЗБЗ (Медаль «За боевые заслуги»)
- Майоров А. С., 1919 г.р., сапёр, награждён МЗБЗ (Медаль «За боевые заслуги»)
- Масаков С. И., 1909 г.р., сапёр, награждён МЗБЗ (Медаль «За боевые заслуги»)
- Мингазов Каашаф, 1915 г.р., сапёр, награждён МЗБЗ (Медаль «За боевые заслуги»)
- Моисеев Я. П., 1910 г.р., сапёр, награждён МЗБЗ (Медаль «За боевые заслуги»)
- Юсупов Вуахаб, 1916 г.р., сапёр, награждён МЗО (Медаль «За отвагу»)
- Ямбаев Рахмитолла Зиннорович, 1906 г.р., сапёр, награждён ООВ2 (Орден Отечественной войны II степени)